# Arquitetura da dinastia Sung

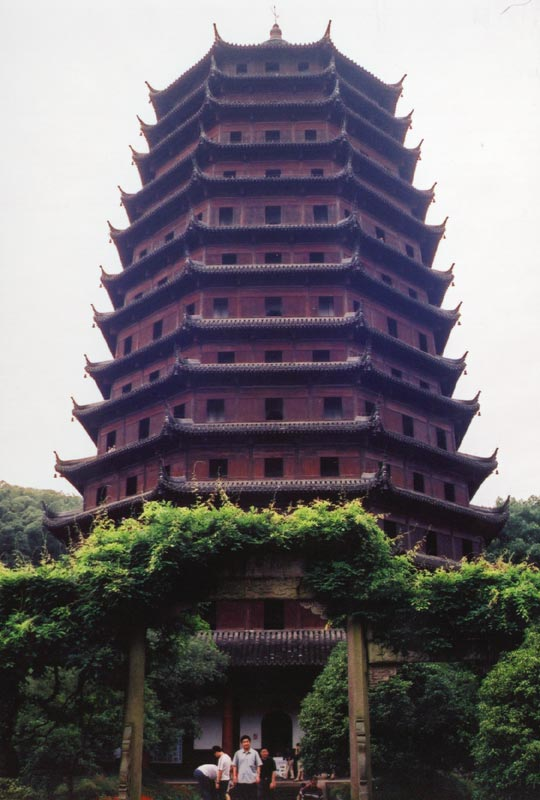
O Pagode Liuhe ou Pagode das Seis Harmonias em Hangzhou. Tem 60 metros em altura, erguido em 1156 e com a construção finalizada em 1165.

A Arquitetura da dinastia Sung (960-1279) foi baseada nos resultados dos seus antecessores, bem como todas as dinastias subsequentes neste período da China. As marcas distintivas da arquitectura chinesa durante o período Sung foram o seu altaneiro em pagodes budistas, enormes pedras e pontes de madeira, os seus túmulos luxuosos, e a arquitectura apalaçada. Embora obras literárias sobre arquitetura existiam antes, durante a dinastia Sung a literatura sobre arquitetura floresceu em maturidade e realizou uma maior perspectiva profissional, descrevendo dimensões materiais e trabalhando em uma forma concisa e global teve um maior estilo de organização do que trabalhos anteriores.